# Campanha dos Pobres

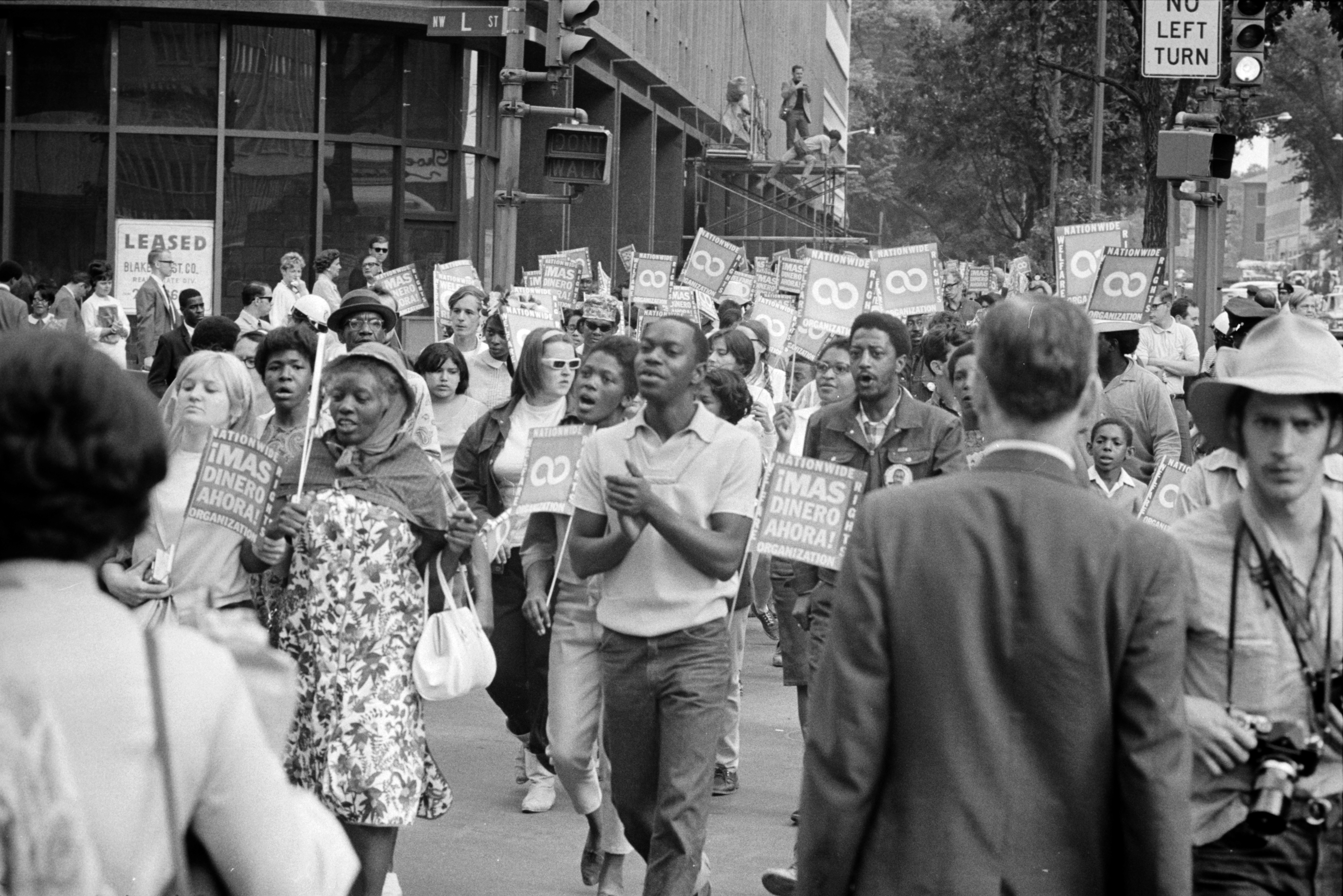
Manifestantes na Marcha dos Pobres em Lafayette Square e na Connecticut Avenue em Washington, D.C. em junho de 1968

A Campanha dos Pobres ou Marcha dos Pobres em Washington, foi um esforço de 1968 para obter justiça econômica para os pobres nos Estados Unidos. Foi organizado por Martin Luther King Jr. e a Southern Christian Leadership Conference (SCLC), e realizado sob a liderança de Ralph Abernathy na sequência do assassinato de King em abril de 1968.
A campanha exigia direitos econômicos e humanos para americanos pobres de diversas origens. Depois de apresentar um conjunto organizado de demandas ao Congresso e às agências executivas, os participantes montaram um acampamento de protesto para três mil pessoas no Washington Mall, onde permaneceram por seis semanas na primavera de 1968.
A Campanha dos Pobres foi motivada pelo desejo de justiça econômica: a ideia de que todas as pessoas deveriam ter o que precisam para viver. King e o SCLC mudaram seu foco para essas questões depois de observar que os ganhos nos direitos civis não haviam melhorado as condições materiais de vida de muitos afro-americanos . A Campanha dos Pobres foi um esforço multirracial - incluindo afro-americanos, brancos americanos, asiático-americanos, hispano-americanos e ameríndios - com o objetivo de aliviar a pobreza independentemente da raça.
De acordo com historiadores políticos como Barbara Cruikshank, "os pobres" não se concebiam particularmente como um grupo unificado até que a "guerra contra a pobreza" do presidente Lyndon Johnson (declarada em 1964) os identificou como tal. Números do censo de 1960, do Bureau of Labor Statistics, do Departamento de Comércio dos Estados Unidos e do Federal Reserve estimam que entre 40 e 60 milhões de americanos - ou 22 a 33 por cento - viviam abaixo da linha da pobreza. Ao mesmo tempo, a própria natureza da pobreza estava mudando à medida que a população dos Estados Unidos vivia cada vez mais em cidades, não em fazendas (e não podia cultivar seus próprios alimentos)  Os pobres afro-americanos, especialmente as mulheres, sofriam de racismo e sexismo que ampliavam o impacto da pobreza, especialmente depois que "mães assistenciais" se tornaram um conceito nacionalmente reconhecido.
Em 1968, a Guerra contra a Pobreza parecia um fracasso, negligenciada pela administração Johnson (e pelo Congresso) que queria se concentrar na Guerra do Vietnã e cada vez mais via os programas anti-pobreza como uma ajuda primária aos afro-americanos. A Campanha das Pessoas Pobres buscou combater a pobreza por meio de renda e moradia. A campanha ajudaria os pobres dramatizando suas necessidades, unindo todas as raças sob a comunhão de dificuldades e apresentando um plano para começar a encontrar uma solução. Sob a "declaração de direitos econômicos", a Campanha do Povo Pobre pediu ao governo federal que priorizasse ajudar os pobres com 30 bilhões de dólares em um pacote de combate à pobreza que incluía, entre outras demandas, um compromisso com o pleno emprego, uma medida de renda anual garantida e mais moradias de baixa renda. A Campanha dos Pobres foi parte da segunda fase do movimento pelos direitos civis. King disse: "Acreditamos que o maior patriotismo exige o fim da guerra e o início de uma guerra sem derramamento de sangue para a vitória final sobre o racismo e a pobreza".
King queria trazer os pobres para Washington, DC, forçando os políticos a vê-los e pensar sobre suas necessidades: "Devemos vir em carrinhos de mulas, em caminhões velhos, qualquer tipo de transporte em que as pessoas possam colocar as mãos. As pessoas deveriam vir a Washington, sentar-se, se necessário, no meio da rua e dizer: 'Estamos aqui; nós somos pobres; não temos nenhum dinheiro; vocês nos fizeram assim ... e nós viemos para ficar até que vocês façam algo sobre isso.'"